# Hanspeter Bethke

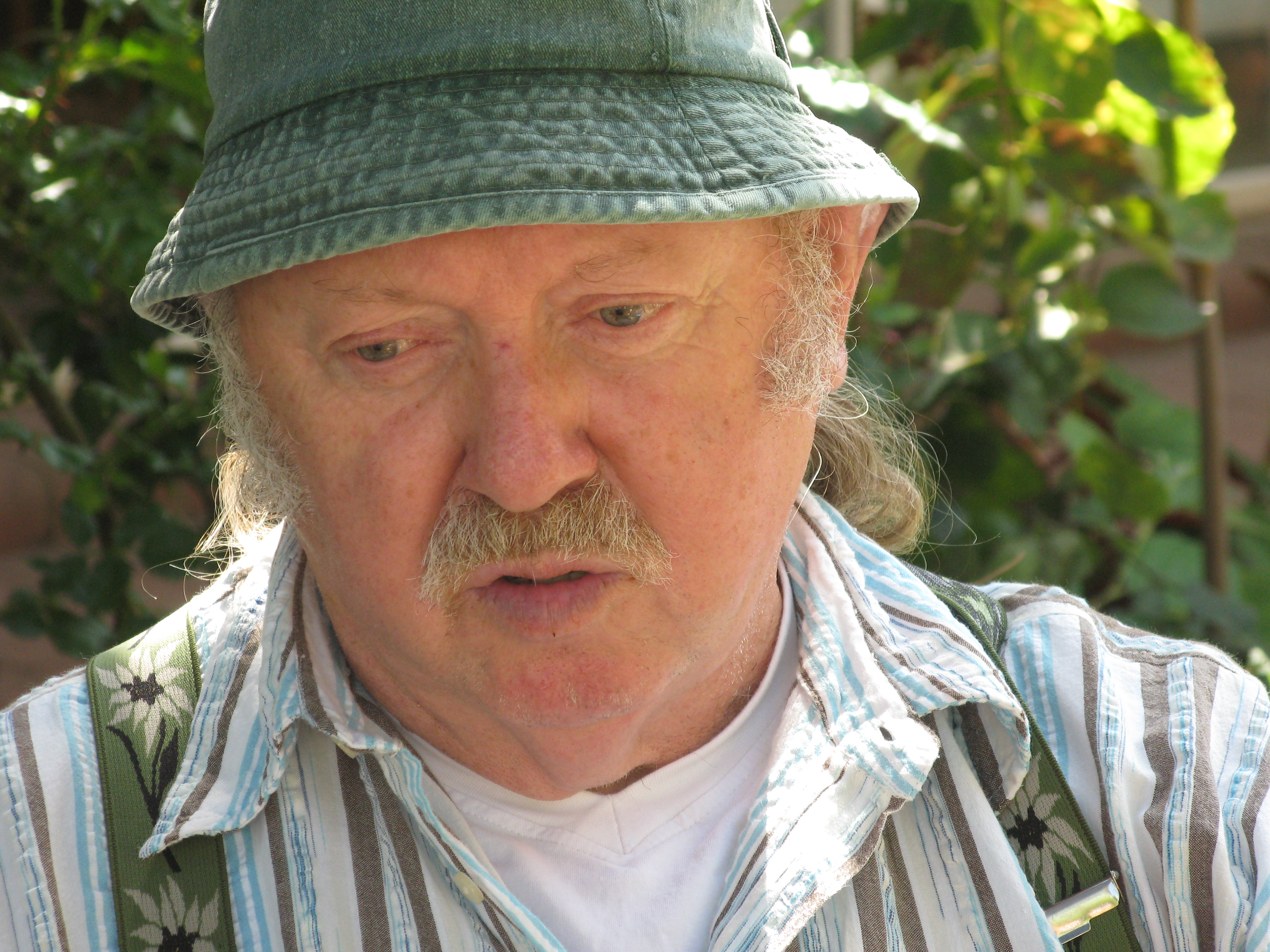
Hanspeter Bethke im Jahr 2009

Hanspeter Bethke (* 10. Oktober 1935 in Magdeburg; † 7. Februar 2018 in Saxdorf) war ein deutscher Maler, Grafiker, Restaurator und Gartenkünstler. Neben seinem Wirken als Maler wurde er vor allem für die Anlage und Gestaltung des Saxdorfer Pfarrgartens im heutigen Landkreis Elbe-Elster bekannt, der heute als eine der schönsten Gartenanlagen des Landes Brandenburg gilt und jährlich mehrere tausend Besucher anzieht.

## Leben

### Frühe Jahre
Bethke wurde in Magdeburg als Sohn einer Schneiderin geboren. Bedingt durch die Auswirkungen des Zweiten Weltkrieges siedelte die Familie, zu welcher noch zwei weitere Geschwister gehörten, im Jahre 1942 aus der Großstadt in die heute zu Halberstadt gehörende Gemeinde Langenstein im Harz über. Der Vater war zum Kriegsdienst eingezogen worden und kehrte erst 1947 daraus zurück. Nach seiner Heimkehr aus dem Zweiten Weltkrieg fand er Arbeit in Halle (Saale), was bewirkte, dass die Familie dorthin verzog. Bethke besuchte hier die Franckeschen Stiftungen.
Seine Liebe zur Malerei entdeckt, schaffte er 1954 die Aufnahme zum Kunststudium am Institut für künstlerische Werkgestaltung Halle-Burg Giebichenstein und studierte bis 1959 bei Persönlichkeiten wie Lothar Zitzmann, Kurt Bunge und Willi Sitte. Danach betätigte Bethke sich zunächst als Baurestaurator, freier Maler und Grafiker. 1967 fand er Aufnahme in den Verband Bildender Künstler der DDR, dem er dann bis 1990 angehörte.

### Saxdorf
Mitte der 1960er Jahre lernte Bethke den Pfarrer Karl-Heinrich Zahn (1939–2021) kennen, der 1967 eine Pfarrstelle im in der Elbe-Elster-Region gelegenen Dorf Saxdorf annahm. Neben seinem malerischen Schaffen begann Bethke sich hier als Gartenkünstler zu betätigen. Denn zwischen der mittelalterlichen Kirche des Dorfes und dem Pfarrhaus begannen Bethke und Zahn mit der Umgestaltung des bis dahin vorwiegend als Nutzgarten angelegten Pfarrgartens. Bethke pendelte die ersten Jahre zwischen Halle und Saxdorf. Und erst im Jahre 1985 verlegte er seinen ständigen Wohnsitz schließlich ganz nach Saxdorf.
Bereits Anfang der 1970er Jahre hatte er allerdings begonnen die altehrwürdige, aber auch sanierungsbedürftige Kirche zu restaurieren. Durch die Arbeiten wurden unter anderem mittelalterliche Fresken an der Nordwand sowie Reste von Ornamentmalerei in der Apsis freigelegt. Weiters wurden die spitzbogigen Fenster der Apsis rekonstruiert. Seither ist das Bauwerk Mittelpunkt vieler kultureller Veranstaltungen, wie den seit 1974 regelmäßig stattfindenden „Saxdorfer Sommerkonzerten“. Bethkes Lebenspartner Karl-Heinrich Zahn, den er im Spätsommer 2005 heiratete, bekam für sein kulturelles Schaffen in Saxdorf im Jahre 1999 schließlich das Bundesverdienstkreuz verliehen.

### Saxdorfs Pfarrgarten

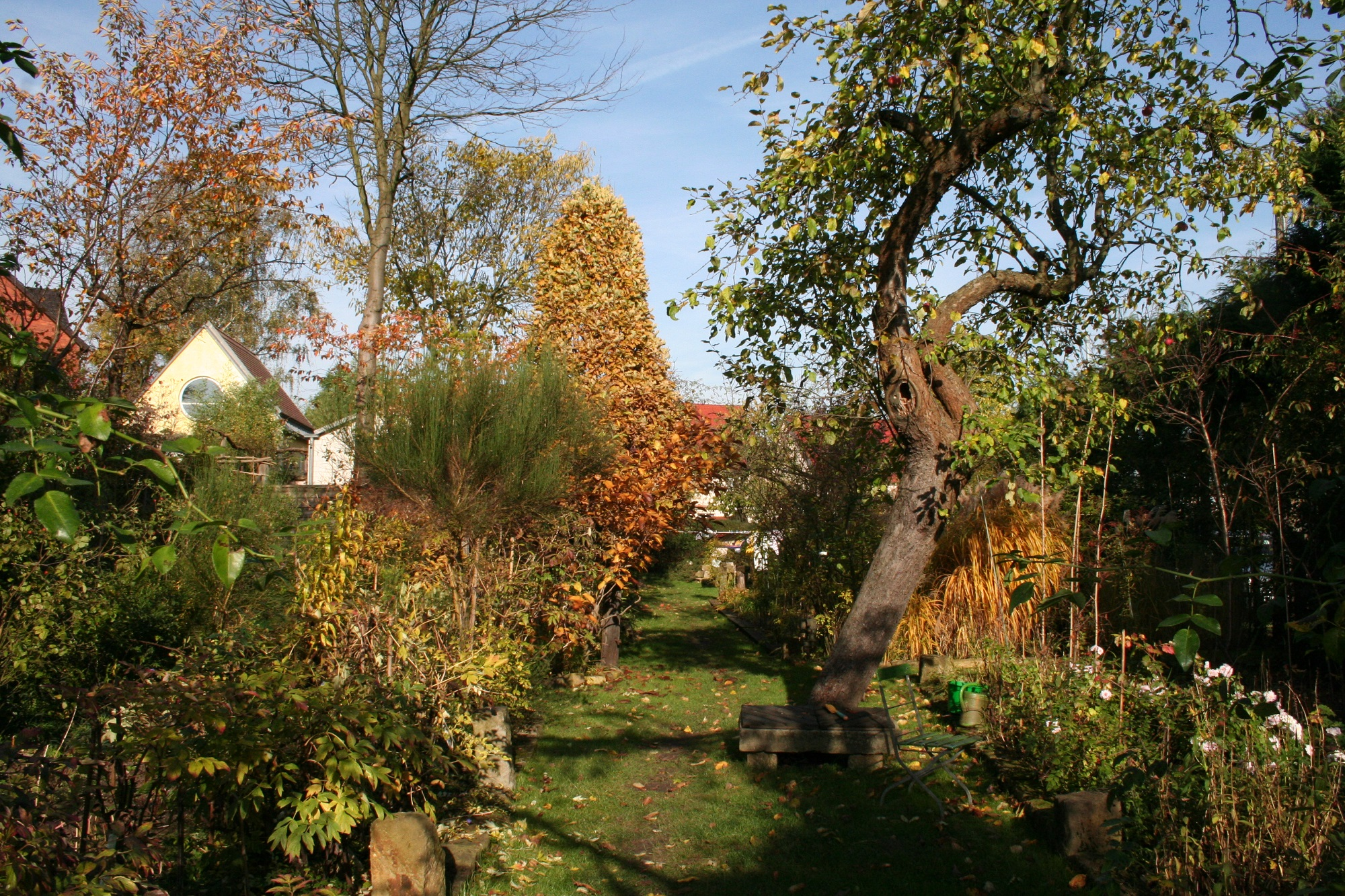
Der Pfarrgarten Saxdorf im Herbst 2014

Der Pfarrgarten wuchs, gedieh und wurde im Laufe der Zeit zu einem Kunstwerk. Bereits zu DDR-Zeiten war er eine so viel besuchte Sehenswürdigkeit, dass auch Reisegruppen aus dem sozialistischen Ausland über Intourist in das kleine Dorf kamen. Die etwa 4000 Quadratmeter umfassende Gartenanlage zählt inzwischen zu den schönsten des Landes Brandenburg. Das Ensemble aus Pfarrgarten, Kirche und Pfarrhaus hat bis in die Gegenwart jährlich mehrere tausend Besuchern. Hier wachsen zahlreiche zum Teil auch exotische Blumenarten (Tulpen, Schneeglöckchen, Krokusse, …), Gehölze (Magnolien, Baumpäonien, Nashi-Bäume, Lederhülsenbäume, Mammutbäume, …), Stauden und Bambus. Über dreihundert Sorten Rosen sind im Pfarrgarten zu finden. Von Hanspeter Bethke gezüchtete Sorten sind unter anderem die Strauch- und Kletterrose „Kloster Altzella“ (2006), die Bodendeckerrose „Lenné Rose (LennBo1)“ (2009), die Rose „Maria Josepha vom Elsterschloß“ (2011) und die „Proschwitzer Schlossrose“ (2008), die inzwischen im Handel zu erwerben sind.
Bethke verstarb im Februar 2018 in Saxdorf im Alter von 82 Jahren nach längerer Krankheit.
Jahrelang war erfolglos versucht worden einen Nachfolger für die Pflege und den Betrieb des Gartens zu finden. Seit 1. Januar 2019 gibt es nun einen hauptamtlichen Gärtner vor Ort und Bestrebungen, den Denkmalschutz der benachbarten Kirche auf Pfarrhaus und Garten zu erweitern, um dieses historische Ensemble mit seinen über 3000 verschiedenen Pflanzenarten (Stand Januar 2019) für die Nachwelt zu erhalten. Die im Jahre 2000 entstandene Diplomarbeit des Landschaftsarchitekten Jörn Löffler, Gartenpflegerische Untersuchungen an einem Privatgarten im Bundesland Brandenburg, zählte davon über 800 auf. Löffler schrieb:

„Saxdorfs Garten ist das Werk eines Malers, der im Winter in seinem Atelier Gartenbilder malte und später im Garten immer wieder neue Farben und Strukturen geschaffen hat. Er hat Pflanzen rausgenommen, anders kombiniert und so immer wieder neue Gartenbilder geschaffen.“

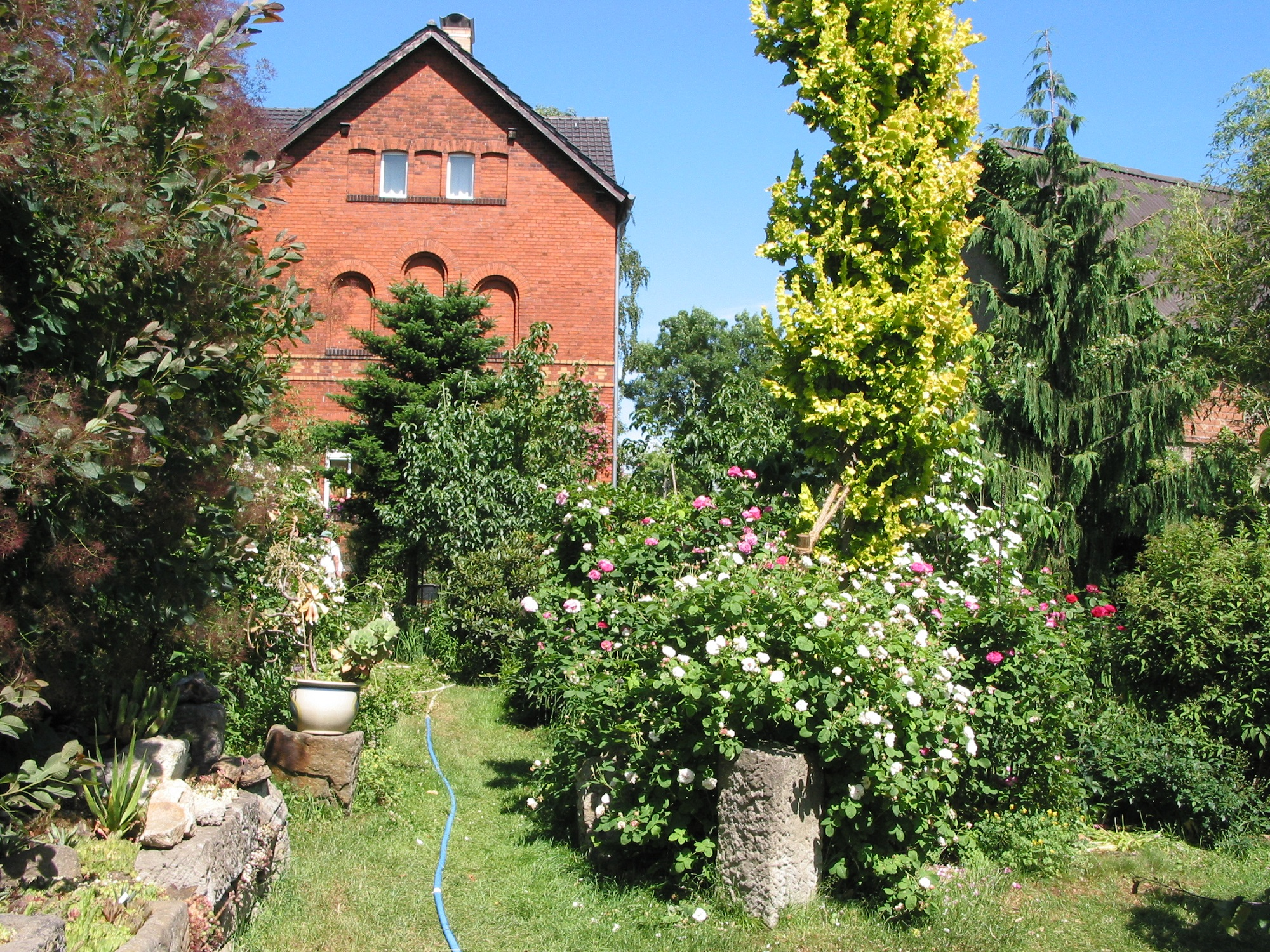
Juni 2003
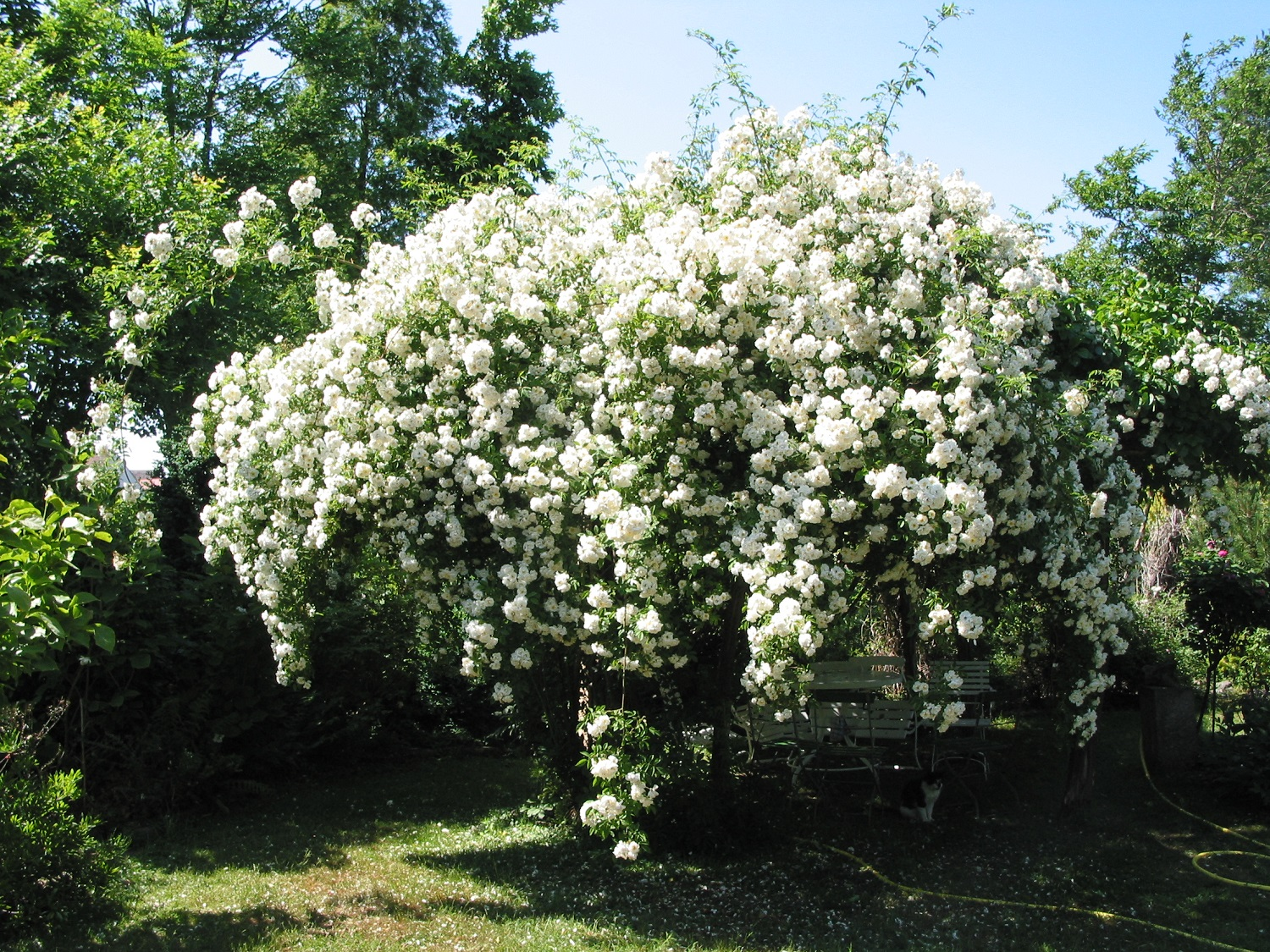
Juni 2003
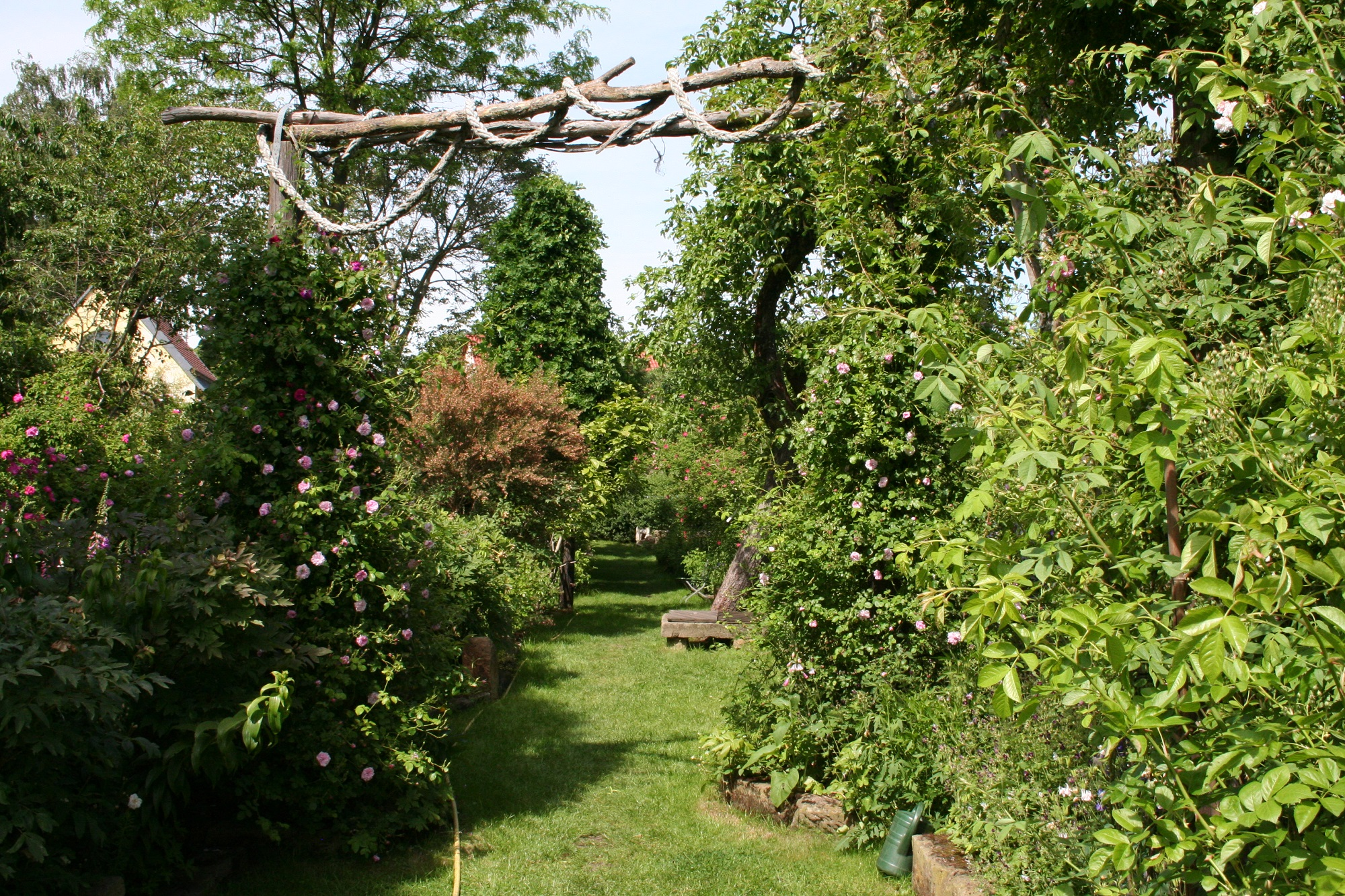
Mai 2014

## Ehrungen (Auswahl)
Anlässlich seines 75. Geburtstages fanden im Jahre 2010 mehrere Ausstellungen seiner Werke statt. Der Künstler Paul Böckelmann initiierte ihm zu Ehren außerdem die Fotoausstellung „Zaubergarten“ in Altenau. Im Jahre 2012 erhielt Hanspeter Bethke schließlich den Kulturpreis des Landkreises Elbe-Elster. Am 11. März 2017 wurde er mit der „Peter-Joseph-Lenné-Medaille“ von der „Lenné-Akademie für Gartenbau und Gartenkultur“ gewürdigt.

## Werke (Auswahl)

### Malerei
- Landschaft am Fuchsberg (1960, Öl, 24 × 20 cm)
- E-Werk Halle-Trotha (1961, Öl, 44 × 73 cm)

- Stillleben (1969, Kulturhistorisches Museum Magdeburg)[15]
- Elbe bei Belgern (1976, Galerie am Schloss (Senftenberg))[16][17]

### Literarische Publikation
- „Zaubergarten“ (2010), mit Fotos von Paul Böckelmann, Text: Hanspeter Bethke

## Ausstellungen (unvollständig)
Größere Einzelausstellungen mit Werken Bethkes befanden sich unter anderem in den Orten Berlin, Bernburg, Dessau, Dresden, Erfurt, Greifswald, Halle (Saale), Leipzig, Lübbecke, Magdeburg, Merseburg, Middelhagen, Senftenberg, Suhl und Wittenberg.
- 1961: „Junge Künstler. Malerei.“ Berlin, Deutsche Akademie der Künste
- 1971: Gemeinschaftsausstellung mit Astrid Löffler im Kulturhistorischen Museum in Magdeburg[1]
- 1974 und 1979: Bezirkskunstausstellungen Halle/Saale
- 1976: Gemeinschaftsausstellung mit Gunter Herrmann in der Galerie Nord in Dresden[1]
- 1977: Staatliche Galerie Moritzburg in Halle (Saale)[1]
- 1977/1978 und 1982/1983: VIII. und IX. Kunstausstellung der DDR, Dresden[1]
- 1980: Gottfried-Wilhelm-Leibniz-Klub in Leipzig[1]
- 1981: Galerie am Fischmarkt in Erfurt[1]
- 2002: Gemeinschaftsausstellung „Zeitgenössische Kunst aus den Neuen Ländern“, Bundeskanzleramt, Berlin[4]
- 2005: Schlossmuseum Senftenberg / Galerie Alter Pfarrhof Altenau, Ausstellungen aus Anlass des 70. Geburtstages[4]
- Ausstellungen anlässlich Bethkes 75. Geburtstages im Jahre 2010:[4]
  - „Opernszenen“, Opernhaus Halle
  - „Gartenbilder“, Altenau
  - „Blumenbilder und andere Arbeiten auf Papier“, Finsterwalde
  - „Manns-Bilder“, Kleine Galerie „Hans Nadler“, Elsterwerda
- 2015: Doberlug-Kirchhain – Ausstellung im Schloss Doberlug, 15 Arbeiten[4]